# Jonathan Svedberg
Ola Jonathan Svedberg, född 22 mars 1999, är en svensk fotbollsspelare.

## Karriär
Svedberg började spela fotboll i BK Astrio som sjuåring. Som 13-åring gick han över till Halmstads BK. Svedberg debuterade i Superettan den 2 juli 2016 i en 4–1-förlust mot AFC United, där han byttes in i den 60:e minuten mot Ivo Pękalski. Svedberg gjorde allsvensk debut den 1 april 2017 i en 1–0-vinst över Östersunds FK, där han blev inbytt i den 68:e minuten mot Sead Haksabanovic.
I augusti 2017 förlängde Svedberg sitt kontrakt i Halmstads BK med tre år. I september 2020 förlängde han sitt kontrakt i klubben över ytterligare två säsonger. Svedberg spelade 24 ligamatcher under säsongen 2020, då Halmstads BK blev uppflyttade till Allsvenskan. Under en träningsmatch i januari 2021 råkade Svedberg ut för en korsbandsskada, vilket gjorde att han missade hela säsongen 2021. I juni 2022 förlängde Svedberg sitt kontrakt i Halmstads BK fram över säsongen 2024. Efter säsongen 2024 lämnade han klubben.